# سانت أناتوليا دي ناركو
سانت أناتوليا دي ناركو (بالإيطالية: Sant'Anatolia di Narco)‏ هي بلدية في مقاطعة بيرودجا في إقليم أومبريا في إيطاليا.

## السكان
في سنة 1861 بلغ عدد السكان 876 نسمة، وتطور العدد ليصل في سنة 2011 لـ 558 نسمة.
يظهر هذا المخطط البياني تطور النمو السكاني لـ سانت أناتوليا دي ناركو